# 佐菲
佐菲（日语：ゾフィー）是一名出現在圓谷製作製作的特攝電視劇《超人力霸王》及相關系列《超人力霸王系列》所登場中的虛構超級英雄，角色形象由成田亨所設計，首次登場於1967年播出的《超人力霸王》第39話。
在過去的資料中，有時也會將其寫作「ゾフィ」等字樣。在某些作品中，也被稱為「超人力霸王佐菲」。值得注意的是，本文還將描述在2022年上映的電影《新·超人力霸王》中出現的另一個角色「佐非」。

## 概要
佐菲是「超人兄弟」中的長兄，也是M78星雲光之國宇宙警備隊的隊長，擁有比後輩們更高的地位。他的外觀與初代的「超人力霸王」相似，但胸部銀色部分比初代短，還有6對鉚釘狀突起，肩部共有3對，皆為星紀勳章和隊長徽章，而且身體紅色紋路跟初代略有不同。
雖然沒有在地球上長期停留，也沒有主演的作品，但當後輩們陷入危險時，他總是會前來幫忙。其實力在「超人力霸王戰士」中被認為是最強之一，但在昭和時期的電視劇作品中，他也曾像弟弟們一樣落入敵人的陷阱，或者獨自戰鬥失敗。然而，當他扮演主角的支援角色時，他經常發揮出有效的作用。在《梅比斯》中，他的關係與地球人迫水真吾被揭示出來。
在《超人力霸王列傳》中，他曾以替代超人力霸王傑洛的解說員身份登場。

### 設定變遷
在初次登場的特攝電視劇《超人力霸王》（第39話）中，劇本中將其名稱寫為「ゾフィ」（英文意為「SOURFY」），而出現在《雷歐》以前的製作中，出演名單的字樣也採用相同的表記。然而，在當時雜誌的出版物和相關商品中，他的名稱通常被寫作「ゾフィー」（在英文中為「Zophy」），從1984年的電影《超人力霸王ZOFFY》開始，他的名稱被統一為「ゾフィー」。
在1967年4月，《超人力霸王》的放送結束時，在編輯大伴昌司所製作的登場怪獸設定表中，佐菲除了其他怪獸像貝姆拉一樣，作為身為宇宙人的「ゾフィ」之名被列出，該設定表中還列出了其規格「身高：2公尺 / 重量：50千噸」設定，主要武器「可以自由控制傑頓」，以及其弱點「超級槍」作為說明。由於在圓谷製作所所發行的文字資料中，也被記載為「控制傑頓的外星人」，因此在1960年代之後的書籍和雜誌中，佐菲曾被混淆為傑頓星人，並被稱為「神秘的宇宙人佐菲」，或是被描述為「控制傑頓的邪惡外星人」等。同時也因應這個錯誤的設定，存在著不正確的插畫，這也導致了佐菲在許多介紹中的不正確描述。
之後，佐菲在很長一段時間內未曾出現，直到1972年左右開始才有出演機會，並作為超人力霸王兄弟中的長兄而被觀眾認識，該角色的知名度也在此時提高，並被製成軟膠人形等玩具商品出售。>
在《梅比斯》之後的系列中，佐菲名列於「超人六兄弟」，被認為是超人兄弟中的傳說存在之一。此外，在最初的《超人力霸王》第39話中，他原自稱是一名「宇宙警備隊員」登場，在1991年發行的影帶「超人力霸王戰士之誕生！光之超級戰士」中，則對該設定提出了解釋，並表示他因為拯救了超人力霸王，因而回到光之國後則升任為宇宙警備隊的隊長。
此外，從電影《大怪獸格鬥超銀河傳說 THE_MOVIE》的回憶場景中，揭示他在新手時代曾參加了「超人大戰爭」和「貝利亞之亂」中的戰鬥。

## 角色歷史

### 昭和時代

#### 本篇
佐菲最初出場於《超人力霸王》（1966年）的第39話，當初代超人力霸王被打倒後，擊敗超人力霸王的傑頓也被科學特搜隊的成員們打敗，佐菲隨即以紅色球體的形態降臨在地球上。此時，被村松隊長認為是新的超人力霸王，而岩本博士則稱其為「光之國的使者」。佐菲隨後賦予了超人力霸王生命的力量，使其復活，並告訴超人力霸王：「地球的和平應該由人類自己保護。」它還說服超人力霸王返回光之國，然而超人力霸王表示願意把自己的生命讓給早田，最終，佐菲將另一個生命賦予了早田，讓超人力霸王和早田各自擁有新的生命，並在最後與超人力霸王返回光之國。
- 佐菲的戲服並非新造，而是改造自最初超人力霸王的A型套裝和偽冒超人的套裝[6][7]，面具則是從超人力霸王C型套裝中提取出來，然而但佐菲的眼睛位置比超人力霸王更高、微妙的地方，且沒有開洞，因此古谷敏在表演時需要根據助理導演的指示，有意識地做出比超人力霸王更為堅硬的動作。[8]此外，面具中央的髮冠部分末端被塗成黑色。拍攝完成後，這件戰衣再次被改造成為超人力霸王的套裝，並作為遊樂設施的服裝使用。[6]
- 在企劃的早期階段，曾有「超人力霸王的哥哥」的概念，負責美術設計的雕刻家成田亨接受了「由於超人力霸王有所加強，因此要讓他的兄弟出現」的指示。值得一提的是，在成田的設計中，並未出現上述的中央頂刺黑色部分。
- 在初期的草案階段中，曾想過以代替「超人力霸王」的角色，並透過在空中發射「超空間光線」擊退傑頓的戰鬥場面。接著，也有考慮到超人力霸王犧牲自己的命運，將其命運轉移給「早田」的劇情展開，[9]傑頓與佐菲的戰鬥場景在後來的遊戲《超人力霸王 Fighting Evolution3》（PlayStation 2）中實現。此外，《梅比斯》第27集中，斑鳩喬治隊員所說的「真上沒有防護壁」這句台詞是由這個初稿劇本中關於傑頓最後的場景引發的。
- 在《超人力霸王》第7集中，出現了一個被稱為「諾亞之神」的角色，其外觀與超人力霸王非常相似。在漫畫《超人力霸王STORY 0》的設定中，諾亞之神的角色的原型被認為是佐菲，他曾經造訪古代的地球並與安特拉戰鬥。

#### 昭和二期
在《歸來的超人力霸王》的故事中，雖然沒有出現，但在當時的雜誌上已經設定了「ウルトラ兄弟」，並將其定位為兄弟中的長兄。在該劇的最終回（第51話）中，百特星人提到了他的名字，並將其列為「超人兄弟」的成員。在昭和二期系列中，他雖然活躍於主角的支援角色，但從未單獨擊敗過怪獸，而多次陷入困境。
- 《超人力霸王衛司》（1972年）：第1話、第5話、第13・14話、第23話、第26・27話、第35話
- 《超人力霸王太郎》（1973年）：第1話、第18・19話、第25話、第33・34話、第40話
- 《超人力霸王雷歐》（1974年）：第38・39話
- 《猴王大戰七超人》（1974年）
- 《超人力霸王怪獸大決戰（日语：ウルトラマン怪獣大決戦）》（1979年）
- 《超人力霸王ZOFFY 超人戰士VS大怪獸軍團（日语：ウルトラマンZOFFY ウルトラの戦士VS大怪獣軍団）》（1984年）
- 《超人力霸王物語（日语：ウルトラマン物語）》（1984年）

### 平成時代
除了電視劇《梅比斯》之外，佐菲還出演了劇場版《梅比斯&超人兄弟》（以下簡稱劇場版）、網絡發行節目《希卡利傳奇》、《梅比斯》外傳等作品。
- 在第15集、第24集中，佐菲肩膀和前臂的線條是可見的（使用了《新世紀》製作的套裝），但在電影版和第42集後就不再可見（改用新的套裝）。這是因為電影版初代超人力霸王的面具形象在設計時採用了電視劇的所謂A型樣式，而在客串電視劇時採用了C型樣式，因此舊系列中的設定混亂仍然存在。
- 佐菲原本也被計劃在第29集中登場，但由於他的角色定位尚未確定，因此被改成了太郎。
- 在官方網站和部分雜誌上，宣布了「在《梅比斯》中揭示佐菲的人類形態」，但這只是CBC的宣傳人員的誤解，系列構成負責人赤星政尚表示「並沒有想要揭示佐菲的人類形態」然而，有關讓迫水與佐菲合體變身的想法是存在的。

- 《超人力霸王梅比斯》（2006年）：第15話、第24話、第42話、第50話、後期OP
- 《超人力霸王梅比斯&超人兄弟：世紀之戰》（2006年）
- 《奥特曼列传》（2011年）：第35話、第39話、第86 - 90話
- 《超人力霸王梅比斯外傳：希卡利傳奇》SAGA2、SAGA3（2006年）

### 近代與新生代系列
- 《大怪獸格鬥_超銀河傳說_THE_MOVIE》（2009年）
- 《超人力霸王傑洛 THE MOVIE 超決戰！貝利爾銀河帝國》（2010年）
- 《超人力霸王傑洛外傳（日语：ウルトラマンゼロ外伝 キラー ザ ビートスター）》（2011年）
- 《超人力霸王傳奇 傑洛和超人兄弟 超級戰鬥》（2012年）
- 《劇場版超人力霸王Orb：請借給我紐帶的力量！》（2017年）

《超級銀河格鬥系列》（2019年-2022年）

### 其他登場作品、廣告
儘管並非系列作品的主角，在影像作品中的露面並不多。在小學館的年齡別學習雜誌和《快樂快樂月刊》漫畫作品中（尤其是漫畫家內山守的單行本、以及《超人兄弟物語》（由片岡徹治著的漫畫），他有時會發揮主角級的活躍。此外，由於他率領著許多手下站在怪獸和宇宙人的戰爭前線，以及與各種強敵作戰的強大實力。
儘管他並沒有在《超人力霸王80》中正式登場，但在描繪80過去的漫畫版（由片岡徹治著）中，描繪了他曾經為80的不良態度和不成熟感到苦惱，但當80改過自新並擊敗怪獸時，他才承認了80是一名合格的戰士，並將他派往地球。
儘管不是以佐菲的身份，但他曾經作為安德魯超戰士警備隊的安德魯美洛斯活躍過一段時間。詳細情況請參考《安德魯超戰士》。
- 《超人力霸王塗鴉 Come on! Ultra Country（日语：ウルトラマングラフィティ おいでよ!ウルトラの国）》（1990年）
- 《超人力霸王超鬥士激傳（日语：ウルトラマン超闘士激伝）》（1996年）
- 《超人力霸王雷歐斯》（2000年）：第2話、第11・12話

以宇宙警衛隊隊長的身份登場，將雷歐斯派遣到地球，在故事的最後雷歐斯有生命危險時，與超人7號21支援和警告。
- 《新世紀超人力霸王傳說（日语：新世紀ウルトラマン伝説）》（2002年）
- 《新世紀2003超人力霸王傳說：THE KING'S JUBILEE（2003年）
- 《超人力霸王男孩與超人競技場（日语：ウルトラマンボーイのウルころ）》（2003年）：第175話、第205話、第210話、第225話、第255話

#### 雜誌連載
- 《安德魯超戰士》（1981年）
- 超人力霸王諾亞 Battle obdream NOA（2004年）

#### 漫畫
- 超人佐菲（齊藤明（日语：斉藤あきら (漫画家)） 小學一年生 1972年9月增刊號掲載）
- 歸來的超人兄弟・隊長佐菲（居村真二 Televi-Kun 1979年1月號 - 2月號連載）
- 失蹤的佐菲（制野秀一 小學三年生 1979年5月號附註揭載）
- 佐菲傳說（かたおか徹治 コロコロコミック 1979年12月号 - 1980年1月号連載）
- 佐菲死闘五番勝負（制野秀一 小学三年生 1980年2月號附註揭載）
- 佐菲的戰鬥（かたおか徹治 コロコロコミック 1980年11月號 - 1981年3月號連載）
- 佐菲死之決戰（制野秀一 小学三年生 1981年1月號附註揭載）

## 簡介
以下對於佐菲的一些統計數據在原始系列中有所提及，並出現在雜誌和官方網站上。也有一些後續系列偏離了他的原始統計數據：
- 地球上活動時間：3分鐘[11]
- 人間體：大谷博士、迫水真吾（均為暫時）
- 身高：45公尺[3][12][11][13][14]
- 體重：45000噸
- 年齡：25000歲
- 飛行速度：10馬赫
- 行走速度：650Km/h
- 水中速度：300節
- 腕力：16萬噸
- 跳躍力: 450米
- 握力:  6.5萬噸

### 身體特徵
佐菲的身體特徵共有數個像是按鈕的突起物，分別位於胸部和肩膀。根據1970年代的資料，這些突起物被稱為能量增幅裝置「超級增幅器（ウルトラブレスター）」。它們可以被拆卸下來，根據戰況調整裝備數量，但在《衛司》中客串時對抗衛司殺手的戰鬥中，卻疏忽忘記裝備肩部的增幅器，因而成為戰鬥失敗的原因。
之後，該設定經過整理，當前的設置大致如下：
星紀勳章（スターマーク）
位於胸部的6對突起物。擁有這個特徵的超人僅有佐菲和超人希卡利，佐菲的徽章是為了表彰過去對抗怪獸軍團的戰功，而希卡利的徽章的則是為了表彰調查研究成就而設立的榮譽勳章。
在《超級格鬥歐布》中，佐菲曾試圖頒發勳章以表彰超人力霸王Orb在對抗雷伯特斯的戰役中的貢獻，但被Orb拒絕了。
隊長徽章
肩膀上的三對突起，象徵著作為宇宙警備隊隊長的地位。

### 必殺技
- M87光線（M87光線）[18][19]

一種凝縮了宇宙最強威力的熱能的高熱光線，名稱的由來是解釋為「達成光之國公認的宇宙記錄87萬度的奇蹟（Miracle）熱線」，發射姿勢有A型和B型兩種，A型是右手向前伸出發射，B型是雙手以L字型交叉發射。在遊戲『超人力霸王 Fighting Evolution 0』中，僅有佐菲能夠真正的威力使用M87光線。
這個必殺技很少在公開場合中展示。在《衛司》中，只有第1話、第13話和第23話中展示了A型姿勢，但並沒有發射光線。首次登場是在《衛司》第14話中，被奪取能力的衛司殺手對衛司機器人使用了這個技能。之後，在《太郎》第34話中，佐菲本人親自放出了B型光線，但姿勢和形狀都不固定。這個必殺技在影視作品中首次明確映像化的是1984年的電影《ZOFFY》，之後在電影《物語》（1984年）和《梅比斯》（2006年）等客串出演時披露了該技能。
- Z光線（ゼット光線）[20][18]

將雙手組合在一起發射的電流型光線。
- 斯派修姆光線（スペシウム光線）[21]

與超人吉田和積克相同的光線技能。
- 超級凍霜（ウルトラフロスト）[21]

擅長的冷凍技，雙掌合攏發出的冷凍氣體。
- 超級光路（トゥインクルウェイ）[21]

可以越過宇宙空間傳送物體的光之路。
- 超級充能（ウルトラチャージ）[21]

提取能量後發射的能源光束，並幫助超人力霸王戰士補充能源。

### 道具
- 貝塔膠囊（ベーターカプセル）

於《超人力霸王》最終話攜帶並使用，此道具為超人力霸王和早田注入新的生命，也讓超人力霸王和早田分離。
- 超級轉換器（ウルトラコンバーター）[3][20][22]

提供能源補給的腕輪型裝置，儲蓄著充足的能量，
可為超級戰士進行充能，並且具備發出破壞光波的能力。
- 魔術光線裝置（ウルトラマジックレイ）

收納高能量的多面體光線發射裝置。

## 飾演者

### 聲優
- 浦野光（1966、1984、2016舞台劇）
- 阪脩（衛司第5・35話、1972）
- 納谷悟朗（吶喊聲、衛司第5話、1972）
- 中曾根雅夫（吶喊聲、衛司第5・13・26話、1972）
- 市川治（衛司第13話、1972）
- 山下啓介（日语：山下啓介）（衛司第23話、1972）
- 篠田三郎（太郎第18・34話（吶喊聲）、1973）
- 鹿島信哉（日语：鹿島信哉）（太郎第33・34話、1973）
- 酒井鄉博（雷歐第38・39話、1974）
- 津田喬（日语：津田喬）（物語、1984）
- 二又一成（塗鴉、1991）
- 江原正士（超闘士激傳、1996）
- 大滝明利（日语：大滝明利）（雷歐斯第2・11・12話、2000[10]）
- 宮林康（日语：宮林康）（Playstation 2、2004）
- 田中秀幸（2006至2017年）
- 武內駿輔（2021年至今）[23]

### 戲服演員
- 古谷敏（1966）[24][11]
- 久須美欽一（日语：久須美欽一）（衛司第13話・第14話，1972）[25]
- 西條滿（太郎第18話、1973）[26][19]
- 影信之介（雷歐第38・39話、1974）[27]
- 稻田芳寛（物語、1984）
- 小宮啓志（雷歐斯、2000）[10][28]
- 大滝明利（雷歐斯、2000）[28]
- 外島孝一（日语：外島孝一）（新世紀2003、2003）
- 福田大助（日语：福田大助_(スーツアクター)）（梅比斯&超人兄弟、2006）
- 大西雅樹（日语：大西雅樹）（銀河傳說、2009）[29]
- 稻庭渉（日语：稲庭渉）（Orb第25話、2016）[30]

## 佐非
在2022年電影中《新·超人力霸王》，出場了一名為「佐非」（ゾーフィ）的角色，他是來自光之星的恆星觀察員，該角色的體色由深藍色及金色構成，頭冠部分則與超人力霸王不同為全黑。 與佐菲不同的是，佐非沒有特徵標誌。
作為光之星的使者。佐非出現在超人力霸王/神永新二的面前。一開始稱對方其本來的名字「利琵亞」，但為了與人類的稱呼相符改名為超人力霸王。由於超人力霸王違規與人類融合，且梅菲拉斯已驗證地球人類得以巨大化的可能性，光之星認為人類有被用作生物兵器破壞宇宙平衡的風險，佐非傳達光之星的意志，意圖以傑頓肅清地球，但依然在乎為了保護地球而被吸入蟲洞的利琵亞，靠其求生的意志尋獲並將之救出，同時也放棄毀滅人類的方案。決定向人類表示敬意，而是讓地球繼續存在。儘管他曾勸告垂死的利琵亞，應回到光之星償還他違反法規的罪行，但後來聽取了利琵亞真心愛上地球和人類的心聲後，從利琵亞中分離出神永，並賦予他新的生命，並將神永送回地球。
聲優：山寺宏一
- 佐非於本作取代原作傑頓星人召喚傑頓的概念，是源於1966年一間新報社公司錯誤放出其為召喚傑頓幕後黑手的消息，名稱也以片假名寫成「ゾーフィ」，非官方指定的「ゾフィー」。[34]
- 這個角色的原型是成田亨個人策劃構思，尚未實現影像化的「幻之作品」中，一個擁有金色身體和黑色線條的英雄形象「NEXT」，體色則是引自成田亨於1989年設計的「超人力霸王神變（ウルトラマン神変）」的黑金配色。[34]
- 臉部CG模組是以超人力霸王傑克的現存當年拍攝用面具做3D掃描，因此這個結果是當時傑克面具上微妙左右不對稱的眼睛位置和角度（右眼稍微高於左眼），也被繼承到佐非的面具上。[35][36]，身體線條的圖案參考了出現在《超人力霸王》中的佐菲和在《衛司》以後出現的佐菲身上的圖案，還考慮了黑色頭部中央線條的樣式。[35]
- 媒體集團「Media-Vague」旗下的網絡媒體「Magmix」評價佐非對傑頓的部署是「完全不理解人類的行為」和「與人類視察害蟲相同的感覺」。[37]
- 山寺曾表示，最初接受《新·超人力霸王》的邀約時收到了一位年輕經紀人打來的電話，說是要找他演出宇宙人「佐非」的配音，但山寺宏一卻回應說：「你是說的是「佐菲」吧？」。然而，該經紀人卻告訴山寺，他所指的就是「佐非」。此消息讓山寺宏一大吃一驚。經與監督組討論後，他錄製了數種不同的配音版本，包括採用最年輕的感覺，最終的版本才被採用。[33]

## 外部連結
- 佐菲 （页面存档备份，存于） 佐菲於圓谷製作的介紹頁面
- 佐菲 （页面存档备份，存于） 佐菲於圓谷製作英語網站的介紹頁面
- 《超人力霸王系列》遊戲機台官網 （页面存档备份，存于）（日語）
- 《超人力霸王系列》萬代官網 （页面存档备份，存于）（日語）
- 《超人力霸王系列》官方推特 （页面存档备份，存于）（日語）